# Palu
Palu – miasto w Indonezji na wyspie Celebes; ośrodek administracyjny prowincji Celebes Środkowy; powierzchnia 395,06 km²; 310 tys. mieszkańców (2010).
Leży u ujścia rzeki Palu do Cieśniny Makasarskiej w głębokiej dolinie pomiędzy górami, co powoduje, że tutejszy klimat jest bardzo suchy.
Port morski, port lotniczy Mutiara.

## Miasta partnerskie
- Semarang
- Tegucigalpa